# Forza Horizon
Forza Horizon è un simulatore di guida sviluppato da Playground Games per Xbox 360 utilizzando il motore grafico ForzaTech dei Turn 10 Studios. Il gioco è uscito il 23 ottobre 2012, come annunciato all'E3 2012. Il titolo nasce come serie parallela di impronta arcade al più simulativo Forza Motorsport. Le corse difatti, rispetto Forza Motorsport, non sono più svolte in pista ma in un mondo open-world, con cambiamenti dinamici giorno/notte, sessantacinque diversi tipi di terreno e uno scenario dall'approccio "off road".

## Trama
Il nostro alter ego virtuale si trova a bordo di una costosissima Viper, pronto ad affrontare le calde vie del Colorado, intento a partecipare all'evento Horizon, di cui il pilota Darius Flynt è il campione ormai da tempo immemore. Veniamo letteralmente catapultati nel bel mezzo di un testa a testa, fase che funge in tutto e per tutto da tutorial come accadeva nella demo rilasciata prima dell'uscita del videogioco. La pseudo gara termina ma in realtà si tratta nientemeno che di un mero sogno. Fantasia che il videogiocatore potrà far diventare reale grazie alla sua abilità di guida, la quale verrà messa a dura a prova nei vari circuiti che dovrà affrontare.

## Rivali
Nel gioco sfiderai in ogni categoria un rivale che alla fine dovrai battere in un testa a testa per aggiudicarti la sua auto.
Oltre ai rivali, mentre ti stai recando ad una gara o un'esibizione, potrai sfidare anche gli altri personaggi del gioco, ognuno con una ricompensa.

## Caratteristiche
Forza Horizon non viene caratterizzato solamente dalle gare ufficiali ma anche elementi aggiuntivi di particolare spessore. Si va da eventi sponsor, in cui sbloccare diverse vetture, alle corse clandestine e la possibilità di far scattare gli speciali autovelox piazzati per tutta la mappa, in modo da registrare la propria velocità e spedirla direttamente nella Leaderboard ufficiale.

## Soundtrack

### Horizon Pulse
- Cut Copy - Need You Now
- Electric Guest - Awake
- Empire of the Sun - Walking on a Dream
- Fixers - Iron Deer Dream (Chad Valley Remix)
- Foster The People - Don't Stop (Color on the Walls)
- Friendly Fires - Hawaiian Air
- Friendly Fires - Hurting
- Hooray for Earth - No Love
- Hot Chip - Over & Over
- Ladyhwake - Black, White and Blue
- Maverick Sabre - Let Me Go
- Miike Snow - Paddling Out
- Noah and the Whale - Life is Life (Yuksek Remix)
- Passion Pit - Take a Walk
- Phoenix - 1901
- Sam and the Womp - Bom Bom
- Santigold - Disparate Youth
- Tesla Boy - Spirit of the Night
- The Maccabees - Pelican
- The Naked and Famous - Punching in a Dream
- Tom Vek - Aroused
- Two Door Cinema Club - Something Good Can Work (The Twelves Remix)
- Willy Moon - Yeah Yeah

### Horizon Bass Arena
- Avicii - Levels (Skrillex Mix)
- Azari & III - Reckless (With Your Love)
- Benny Benassi - Cinema (Skrillex Remix)
- Chase & Status - Blind Faith (feat. Liam Bailey)
- Chromeo - Hot Mess (feat. Elly Jackson) (Duck Sauce Mix)
- Digitalism - Encore
- DJ Fresh - The Power (feat. Dizzee Rascal)
- Feed Me - Silicone Lube
- Fenech-Soler - Lies (Alex Metric Remix)
- Madeon - Icarus
- Modestep - Show Me a Sign
- Mord Fustang - Lick The Rainbow
- Mr Magnetik - Remanence (Junio Remix)
- Nero - Me & You
- Nero - Reaching Out (Fred Falke Remix)
- New Order - Blue Monday
- Porter Robinson - Language
- Rusko - Everyday (Netsky VIP Remix)
- Rusko - Somebody to Love (Sigma Remix)
- Scuba - The Hope
- The Hacker - Bass 4
- Wolfgang Gartner - Illmerica (Extended Version)

### Horizon Rocks
- Arctic Monkeys - R U Mine
- Black Keys - Lonely Boy
- Four Year Strong - The Infected
- Howler - Back of Your Neck
- LCD Soundsystem - Give it Up
- Lostprophets - Bring 'Em Down
- Lostprophets - We Bring An Arsenal
- Mona - Teenager
- Neon Trees - Animal
- Pulled Apart by Horses - Wildfire, Smoke & Doom
- Silversun Pickups - Lazy Eye
- The Duke Spirit - Surrender
- The Enemy - Away from Here
- The Enemy - Had Enough
- The Hives - Hate to Say I Told You So
- The Stone Roses - She Bangs The Drums
- The Subways - Rock'n'Roll Queen
- TOY - Motoring
- Wavves - Bug
- White Lies - Farewell to the Fairground
- You Me At Six - Bite My Tongue (feat. Oli Sykes)
- Yuck - Get Away